# Dekstryny

Dekstryna

Dekstryny – grupa złożonych węglowodanów, zbudowanych z pochodnych cukrów prostych, połączonych wiązaniami α-1,4-glikozydowymi, o długości od 3 do ok. 12–14 merów.

## Produkcja i właściwości
Dekstryny powstają w wyniku enzymatycznej lub powodowanej kwasami mineralnymi hydrolizy skrobi. W przemyśle dekstryny są produkowane w wyniku katalitycznej hydrolizy skrobi pochodzącej między innymi z ziemniaków, kukurydzy, owsa, ryżu, tapioki. Dekstryny powstają w jamie ustnej w czasie wstępnego trawienia skrobi i innych cukrów złożonych, na skutek pękania wiązań α-1,4-glikozydowych, łączących mery glukozowe pod wpływem enzymów obecnych w ślinie, m.in. amylazy.
Dekstryny są łatwo rozpuszczalnymi w wodzie, substancjami krystalicznymi o barwie białej. Rozróżnia się dekstryny liniowe (o otwartych łańcuchach) oraz dekstryny cykliczne, o kształcie toroidalnym zwane cyklodekstrynami. Wszystkie dekstryny są stosunkowo łatwo przyswajalne, gdyż po spożyciu ulegają takiemu samemu rozkładowi do glukozy, jak inne cukry złożone.

## Zastosowania
Dekstryny mają szereg zastosowań praktycznych, ze względu na łatwość ich produkcji i niską cenę.
Są m.in. stosowane jako nietoksyczne kleje biurowe o charakterystycznym słodkim smaku, substancje zagęszczające w produkcji słodyczy oraz tanie masy plastyczne, z których produkować można np. jednorazowe, ekologiczne naczynia.
W farmacji dekstryny są stosowane jako składniki mas tabletkowych oraz otoczki tabletek i kapsułek, które po spożyciu same rozpuszczają się w przewodzie pokarmowym. W medycynie wodne roztwory dekstryn, są stosowane jako płyny krwiozastępcze, gdyż stosunkowo łatwo jest uzyskać z dekstryn roztwór o odpowiedniej lepkości umożliwiającej ich podawanie dożylne w postaci wlewu kroplowego.
Cyklodekstryny, dzięki swojej unikatowej budowie, są stosowane jako cząsteczki zdolne do transportu leków do ściśle określonych tkanek.

## Maltodekstryna
Maltodekstryna – mieszanina poli- i oligosacharydów, otrzymywana przez częściową hydrolizę skrobi.

### Właściwości
Maltodekstryna występuje w postaci białego proszku, jest rozpuszczalna w wodzie. pH jej roztworów wodnych wynosi 5,5 – 7,0. Nie ulega fermentacji. Ma słabo słodki smak i jest łatwo przyswajalna przez organizm człowieka (wchłaniana jest równie szybko jak glukoza).

### Zastosowanie
Maltodekstryna jest stosowana jako środek zapobiegający krystalizacji sacharozy w przetworach wysoko słodzonych.
Jest składnikiem wyrobów cukierniczych, przetworów owocowych, środków leczniczych oraz suplementów diety.